# Lista de raças de asno

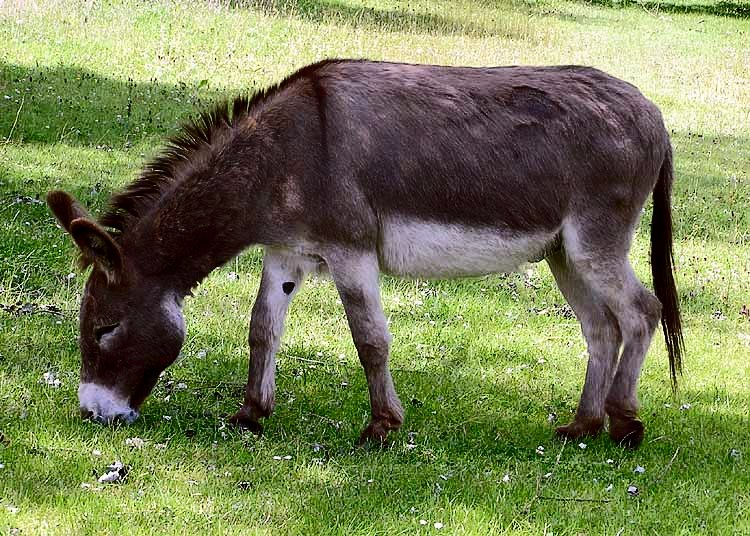
Asno adulto

Esta página apresenta uma lista de raças de asno, o qual também é chamado de jumento, jegue, jerico, etc.
- American mammoth donkey (EUA)
- Asno de Amiata (Itália)
- Asno-selvagem-indiano (Índia)
- Burro de Poitou (França)
- Burro-andaluz (Espanha)
- Burro-de-miranda (Portugal)
- Corsican donkey (Córsega - França)
- Jumento Pêga (Brasil)
- Jumento Cotentin (França)
- Parlag hongrois (Hungria)
- Provence donkey (França)
- Zamorano-leonês (Espanha)